# Burloni barbagrigia
(G. K. Chesterton, Dedica: a E. C. B., vv. 17-20, traduzione di Annalisa Teggi.)
Burloni barbagrigia (Greybeards at Play) è una breve raccolta di poesie giovanili di G. K. Chesterton, pubblicata per la prima volta nel 1900.
L'opera è corredata da un gran numero di disegni di Chesterton che illustrano le scenette descritte nelle poesie.

## Edizioni

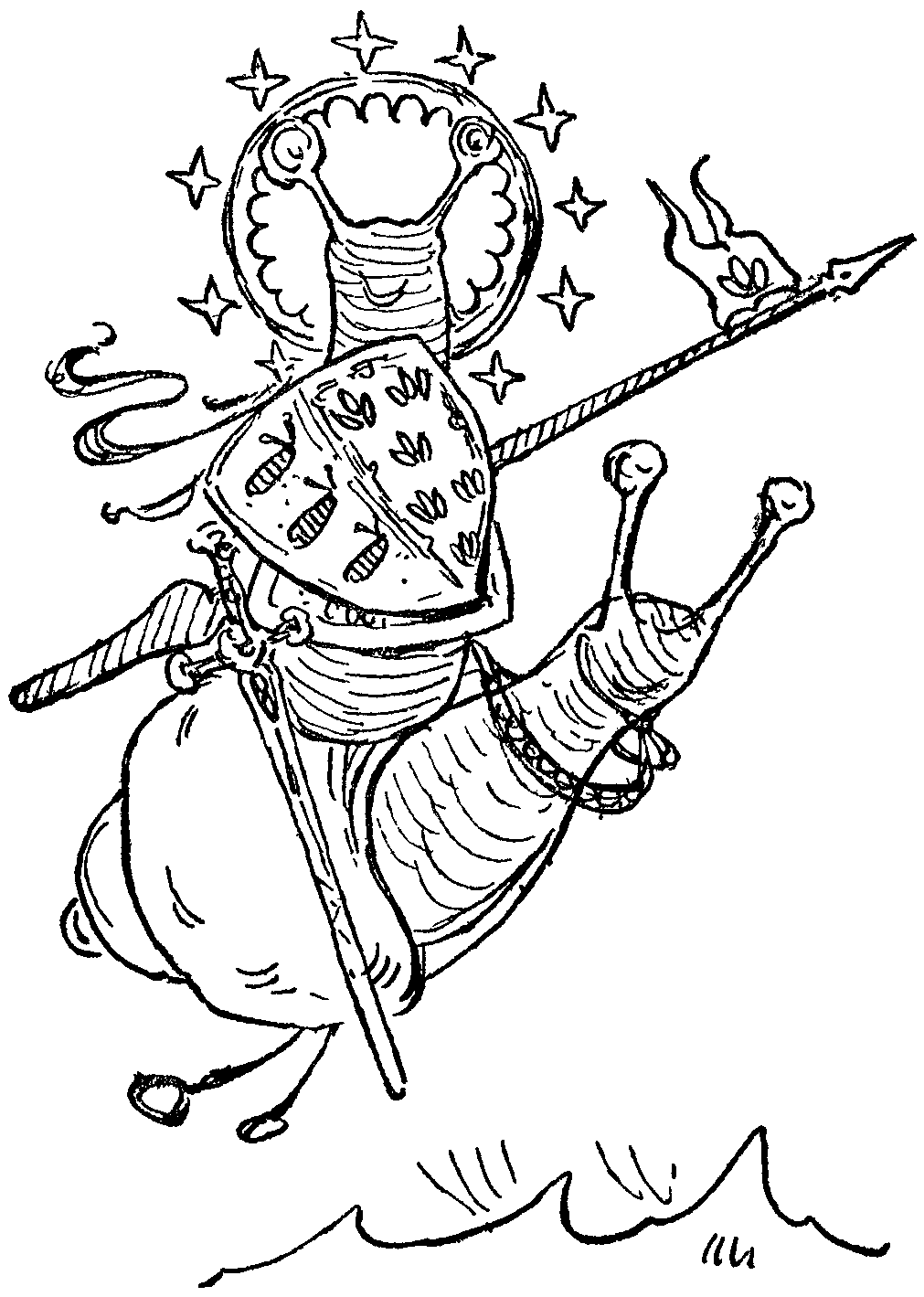
Disegno originale dell'autore per la settima strofa de L'unità del filosofo con la natura.

- G. K. Chesterton, Burloni barbagrigia, traduzione di Annalisa Teggi, Rimini, Raffaelli editore, 2013, ISBN 978-88-6792-201-7.